# Трипольский поход
Трипольский поход (в советской историографии до 1961 года — Трипольская трагедия) — поход большевистски настроенных рабочих и комсомольцев Киева для установления советской власти в Киевской области в ходе гражданской войны.

## История
25 июня 1919 года для ликвидации отряда повстанческого атамана Зелёного, действовавшего в районе Триполья — Обухова, выступили бойцы Шулявского рабочего отряда, интернационального батальона и 2-го Киевского караульного полка, в состав которого вошёл отряд киевских комсомольцев (100 человек под командованием Ратманского). Выступившие красноармейцы и комсомольцы овладели населённым пунктом Триполье.
В результате предательства командира караульного полка, офицера царской армии Солянова, который вошёл в контакт с атаманом через связных-кулаков, повстанцам в результате удалось прорвать оборону и окружить посёлок, а в начале июля отбить его. Принятые комиссаром М. С. Ратманским по собственной инициативе меры по прикрытию села в виде заслона со стороны мельницы, оказались недостаточными ввиду численного перевеса осаждавших. Повстанцы уничтожили пленных комсомольцев и бойцов интернационального батальона, сжигая заживо на мельнице, пытая и сбрасывая живьём в колодец, связывая проволокой по нескольку человек и сталкивая с обрыва в Днепр.
Совет Обороны УССР мобилизовал на разгром отряда атамана новые военные силы, в том числе Днепровскую военную флотилию, и тогда отряд Зелёного был разбит.
- Аронова Люба, 17 лет
- Альтшуль И. Л., 17 лет
- Барбарук М. В.
- Бирк Е.
- Брук Ш. М., 17 лет
- Бейлис Ш. Х
- Бурштейн Г. И.
- Бурменко Б. И.
- Брагинский Р. С.
- Баришпольский А. И.
- Винокур В. А., 18 лет
- Векслер А. Д.
- Гальбин М. Б., 17 лет
- Герштейн
- Гарлик Ю. П.
- Гехтман Б. Г., 18 лет
- Гарцман М. С., 17 лет
- Ганапольский П. Д. (возможно, И. Д., Н. Д., то ли краска стёрлась, то ли опечатка)
- Гребень З. З., 18 лет
- Гравер Ю. З., 18 лет
- Голубчик А. М., 18 лет
- Городецкий М. М., 18 лет
- Дворкин Е. А., 18 лет
- Дымерец Т., 17 лет
- Дончаков М. К.
- Давыдов И., 18 лет
- Ефимов Х., 18 лет
- Завируха Р.
- Зак
- Зильберберг
- Зализняк А. А., 18 лет
- Иваницкий
- Капник-Котляр М. О., 16 лет
- Клименко И. Т.
- Кушнирский В. С.
- Король И., 17 лет
- Куперштейн Л. М.
- Косой Е. З.
- Летичевский, 17 лет
- Левинштейн Б. Е., 18 лет
- Левин Л., 16 лет
- Левченко М.
- Меерович М.
- Маргулис М. Б., 18 лет
- Миронский М. С., 18 лет
- Маневич Б. А., 17 лет
- Новак Е. М., 18 лет
- Никитин В. А.
- Ортенберг М. М. 16 лет
- Орликова
- Пипко (Делянов) Я., 16 лет
- Полонский Л. З., 21 год
- Полонский В. З., 17 лет
- Паперный М.
- Палей Б.
- Полисский О. М., 18 лет
- Патиевский А. И., 17 лет
- Пинскер М., 17 лет
- Радинский М. Г., 16 лет
- Ратманский М. С., 17 лет
- Рабичев Л. В., 21 лет
- Сидоренко А., 20 лет
- Сидоренко Г., 18 лет
- Спивак М. М.
- Сидорчук Ж.
- Тульчинский, 18 лет
- Тверский М. И., 16 лет
- Тверский А. И., 18 лет
- Теуш Б.
- Устиловский, 25 лет
- Холемский С. М.
- Шейнин М., 19 лет
- Шапиро М., 16 лет
- Шейнкман И. М.
- Эйлинкриг М., 18 лет
- Ястровский И. Д.
- Нутович, 16 лет

## Увековечивание
В память погибших участников Трипольского похода в Триполье был открыт музей. В 6 декабря 1938 года был установлен 24-метровый обелиск (архитекторы И. Я. Бялер, В. И. Жуков и скульпторы Ю. И. Белостокский, Г. Л. Пивоваров, Э. М. Фридман). В период оккупации Украины немецко-фашистские войска уничтожили монумент. В 1956 году на том же месте установлен новый 26-метровый обелиск из красного гранита с пятиконечной звездой в венке (архитектор И. Я. Бялер).
В Киеве в честь комсомольцев, участников Трипольского похода, в 1939—1992 годах была названа улица (теперь Спасская) и на фасаде дома № 12 по этой улице (бывшее здание Подольского райкома комсомола Киева), откуда выступали комсомольцы, в 1947 году была установлена мраморная памятная доска, в 1977 году заменена на гранитную (не сохранилась).